# تيم ماي
تيم ماي (26 يناير 1962 في أستراليا - ) (بالإنجليزية: Tim May)‏ هو لاعب كريكت أسترالي. لعب مع فريق جنوب أستراليا للكريكت ‏.

## وصلات خارجية
- تيم ماي على موقع إي آس بي آن كريك إنفو (الإنجليزية)